# Viktorija Zaborova
Viktorija Aleksandrovna Zaborova (in russo Виктория Александровна Заборова?; Mosca, 21 agosto 1975) è una pentatleta russa.

## Palmarès
In carriera ha conseguito i seguenti risultati:
- Mondiali:

Millfield 2001: argento nel pentathlon moderno staffetta a squadre.
Pesaro 2003: argento nel pentathlon moderno staffetta a squadre.
- Europei

Usti nad Labem 2002: bronzo nel pentathlon moderno staffetta a squadre.